# Grand Prix Španělska 1999
Velká cena Španělska (XXXXIII Gran Premio Telefónica de España) vozů Formule 1 se v roce 1999 jako 635. Grand Prix konala 30. května na okruhu Catalunya. Závod se jel na 65 kol po 4,728 km, celkem na 307,196 kilometrů. Skončil 11. vítězstvím Miky Häkkinena a 118. vítězstvím pro McLaren.

## Výsledky
| Pozice | Jezdec                | Vůz            | Čas                 |
| ------ | --------------------- | -------------- | ------------------- |
| 1      | Mika Häkkinen         | McLaren MP4/14 | 1:34'13.665         |
| 2      | David Coulthard       | McLaren MP4/14 | á 0:06,238          |
| 3      | Michael Schumacher    | Ferrari F399   | á 0:10,845          |
| 4      | Eddie Irvine          | Ferrari F399   | á 0:30,182          |
| 5      | Ralf Schumacher       | Williams FW21  | á 1:27,208          |
| 6      | Jarno Trulli          | Prost AP02     | á 1 kolo            |
| 7      | Damon Hill            | Jordan 199     | á 1 kolo            |
| Dis.   | Rubens Barrichello    | Stewart SF3    | á 1 kolo            |
| 8      | Mika Salo             | BAR 001        | á 1 kolo            |
| 9      | Giancarlo Fisichella  | Benetton B199  | á 1 kolo            |
| 10     | Alexander Wurz        | Benetton B199  | á 1 kolo            |
| 11     | Pedro de la Rosa      | Arrows FA20    | á 2 kola            |
| 12     | Toranosuke Takagi     | Arrows FA20    | á 3 kola            |
| Kolo   | Odstoupili            | -              | -                   |
| 51     | Luca Badoer           | Minardi M01    | Brzdy               |
| 40     | Jacques Villeneuve    | BAR 001        | Rozvody             |
| 40     | Pedro Diniz           | Sauber C18     | Rozvody             |
| 40     | Johnny Herbert        | Stewart SF3    | Rozvody             |
| 28     | Heinz-Harald Frentzen | Jordan 199     | Diferencial         |
| 28     | Jean Alesi            | Sauber C18     | Rozvody             |
| 24     | Alessandro Zanardi    | Williams FW21  | Rozvody             |
| 24     | Olivier Panis         | Prost AP02     | Tlak oleje          |
| 0      | Marc Gene             | Minardi M01    | Mechanické problémy |

### Nejrychlejší kolo
- Michael Sumacher Ferrari 1'24982

### Vedení v závodě
- 1-23 kolo Mika Häkkinen
- 24-26 kolo David Coulthard
- 27-44 kolo Mika Häkkinen
- 45 kolo David Coulthard
- 46-65 kolo Mika Häkkinen

### Postavení na startu
| 1. řada  | 1                                      | 2                                     |
|          | Mika Häkkinen McLaren 1'22.088         | Eddie Irvine Ferrari 1'22.219         |
| 2. řada  | 3                                      | 4                                     |
|          | David Coulthard McLaren 1'22.244       | Michael Schumacher Ferrari 1'22.277   |
| 3. řada  | 5                                      | 6                                     |
|          | Jean Alesi Sauber 1'22.388             | Jacques Villeneuve BAR 1'22.703       |
| 4. řada  | 7                                      | 8                                     |
|          | Rubens Barrichello Stewart 1'22.920    | Heinz-Harald Frentzen Jordan 1'22.938 |
| 5. řada  | 9                                      | 10                                    |
|          | Jarno Trulli Prost 1'23.194            | Ralf Schumacher Williams 1'23.303     |
| 6. řada  | 11                                     | 12                                    |
|          | Damon Hill Jordan 1'23.317             | Pedro Diniz Sauber 1'23.331           |
| 7. řada  | 13                                     | 14                                    |
|          | Giancarlo Fisichella Benetton 1'23.333 | Johnny Herbert Stewart 1'23.505       |
| 8. řada  | 15                                     | 16                                    |
|          | Olivier Panis Prost 1'23.559           | Mika Salo BAR 1'23.683                |
| 9. řada  | 17                                     | 18                                    |
|          | Alessandro Zanardi Williams 1'23.703   | Alexander Wurz Benetton 1'23.824      |
| 10. řada | 19                                     | 20                                    |
|          | Pedro de la Rosa Arrows 1'24.619       | Toranosuke Takagi Arrows 1'25.280     |
| 11. řada | 21                                     | 22                                    |
|          | Marc Gene Minardi 1'25.672             | Luca Badoer Minardi 1'25.833          |
| -------- | -------------------------------------- | ------------------------------------- |

### Zajímavosti
- 10 GP pro stáj B.A.R
- 75 GP pro stáj Prost a Stewart
- 20 GP pro motor Supertec

| Pole position  | Vítězství      | Nejrychlejší kolo  |
| Finsko         | Finsko         | Německo            |
| Mika Häkkinen  | Mika Häkkinen  | Michael Schumacher |
| McLaren MP4/14 | McLaren MP4/14 | Ferrari F399       |
| 1'22.088       | 1:34'13.665    | 1'24.982           |
| 207.348 km/h   | 195.609 km/h   | 200.287 km/h       |
| -------------- | -------------- | ------------------ |

### Stav MS
- Zelená - vzestup
- Červená - pokles

| *  | Jezdec                | Body |
| -- | --------------------- | ---- |
| 1  | Michael Schumacher    | 30   |
| 2  | Mika Häkkinen         | 24   |
| 3  | Eddie Irvine          | 21   |
| 4  | Heinz-Harald Frentzen | 13   |
| 5  | David Coulthard       | 12   |
| 6  | Ralf Schumacher       | 9    |
| 7  | Giancarlo Fisichella  | 7    |
| 8  | Rubens Barrichello    | 6    |
| 9  | Damon Hill            | 3    |
| 10 | Pedro de la Rosa      | 1    |
| 11 | Olivier Panis         | 1    |
| 12 | Jean Alesi            | 1    |
| 13 | Alexander Wurz        | 1    |
| 14 | Jarno Trulli          | 1    |

| * | Vozy     | Body |
| - | -------- | ---- |
| 1 | Ferrari  | 51   |
| 2 | McLaren  | 36   |
| 3 | Jordan   | 16   |
| 4 | Williams | 9    |
| 5 | Benetton | 8    |
| 6 | Stewart  | 6    |
| 7 | Prost    | 2    |
| 8 | Arrows   | 1    |
| 9 | Sauber   | 1    |

| * | Jezdec         | Body |
| - | -------------- | ---- |
| 1 | Německo        | 52   |
| 2 | Velká Británie | 36   |
| 3 | Finsko         | 24   |
| 4 | Itálie         | 8    |
| 5 | Brazílie       | 6    |
| 6 | Francie        | 2    |
| 7 | Španělsko      | 1    |
| 8 | Rakousko       | 1    |